# Kostel Panny Marie na Předhradí
Římskokatolický kostel Panny Marie na Předhradí (farní kostel Matky Boží na Předhradí) je zaniklý kostel v Olomouci ze 13. století. Byl zbořen v roce 1839.

## Historie
Podle pověsti kostel založil Jaroslav ze Šternberka roku 1241 po bitvě nad Tatary, ovšem první písemné památky o kostele pocházejí až z let 1253 a 1258. V roce 1620 byl v kostele v kapli svatého Jeronýma pochován Jan Sarkander. Náhrobek byl pořízen roku 1703. Roku 1750 byl kostel barokizován, přičemž Jan Kryštof Handke vyzdobil kostel freskami (sám zde byl pochován roku 1774).
Ovšem už roku 1758 byl kostel zrušen a dále byl používán jako skladiště. Ostatky Jana Sarkandera byly v roce 1784 přeneseny do kostela svatého Michala. Hlavní oltář v kostele sv. Filipa a Jakuba v Nových sadech byl přesunut z tohoto kostela. V roce 1802 byla zbořena věž a roku 1839 byl zbořen celý kostel. Na jeho místě pak v letech 1853–1855 postavil Josef Seifert palác tehdejšího okresního hejtmanství ve stylu historizujícího neoklasicismu. Od roku 1948 v budově sídlí Knihovna města Olomouce.

## Popis

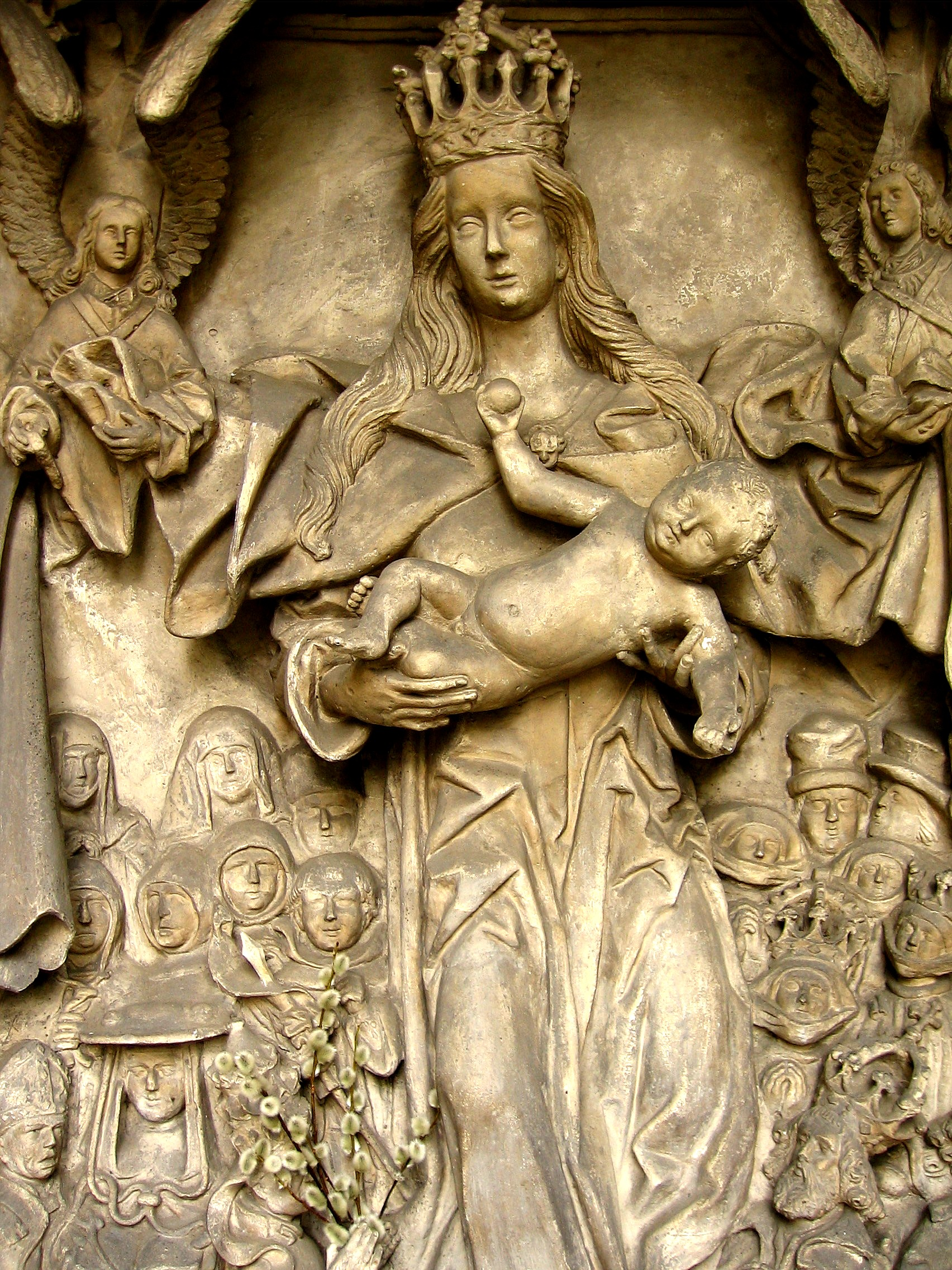
Gotický reliéf Panny Marie Opatrovnice (sádrová kopie) je dnes v kapli Panny Marie Opatrovnice

Kostel se nacházel na dnešním náměstí Republiky (dříve nazývané Mariánské náměstí, v 19. století náměstí Františka Josefa) v místě dnešní knihovny města Olomouce. Byl to gotický trojlodní síňový kostel a měl čtyřhrannou věž.
Nad vchodem do zvonové věže se nacházel do roku 1802 pozdně gotický reliéf Panny Marie Opatrovnice z 15. století. Byl umístěn v kapli Panny Marie Opatrovnice, kde je dnes jeho sádrová kopie. V roce 1974 byl originální reliéf přenesen do Fürstenbergovy kaple katedrály svatého Václava.
Před kostelem byl asi 9 metrů vysoký mariánský sloup se sochou panny Marie. Sloup byl postaven asi 1698 na místě dnešní kašny Tritónů a v 1. čtvrtině 18. století přesunut blíže před vstup kostela. Sloup byl v roce 1802 nebo v roce 1839 přesunut do obce Huzová.
Kolem kostela byl hřbitov, na jehož ohradní zdi byly sochy v nadživotní velikosti. Dvě z těchto soch (socha Spasitele a socha Panny Marie, autor Andreas Zahner) jsou vedle vchodu do kostela svatého Michala.